# Кортланд (Калифорнија)
Кортланд (енгл. Courtland) насељено је место без административног статуса у америчкој савезној држави Калифорнија.

## Демографија
По попису из 2010. године број становника је 355.
| Група             | 2000.    | 2010.       |
| Белци             | 0 (0,0%) | 141 (39,7%) |
| Афроамериканци    | 0 (0,0%) | 0 (0,0%)    |
| Азијати           | 0 (0,0%) | 4 (1,1%)    |
| Хиспаноамериканци | 0 (0,0%) | 200 (56,3%) |
| Укупно            | 0        | 355         |